# Pyxous

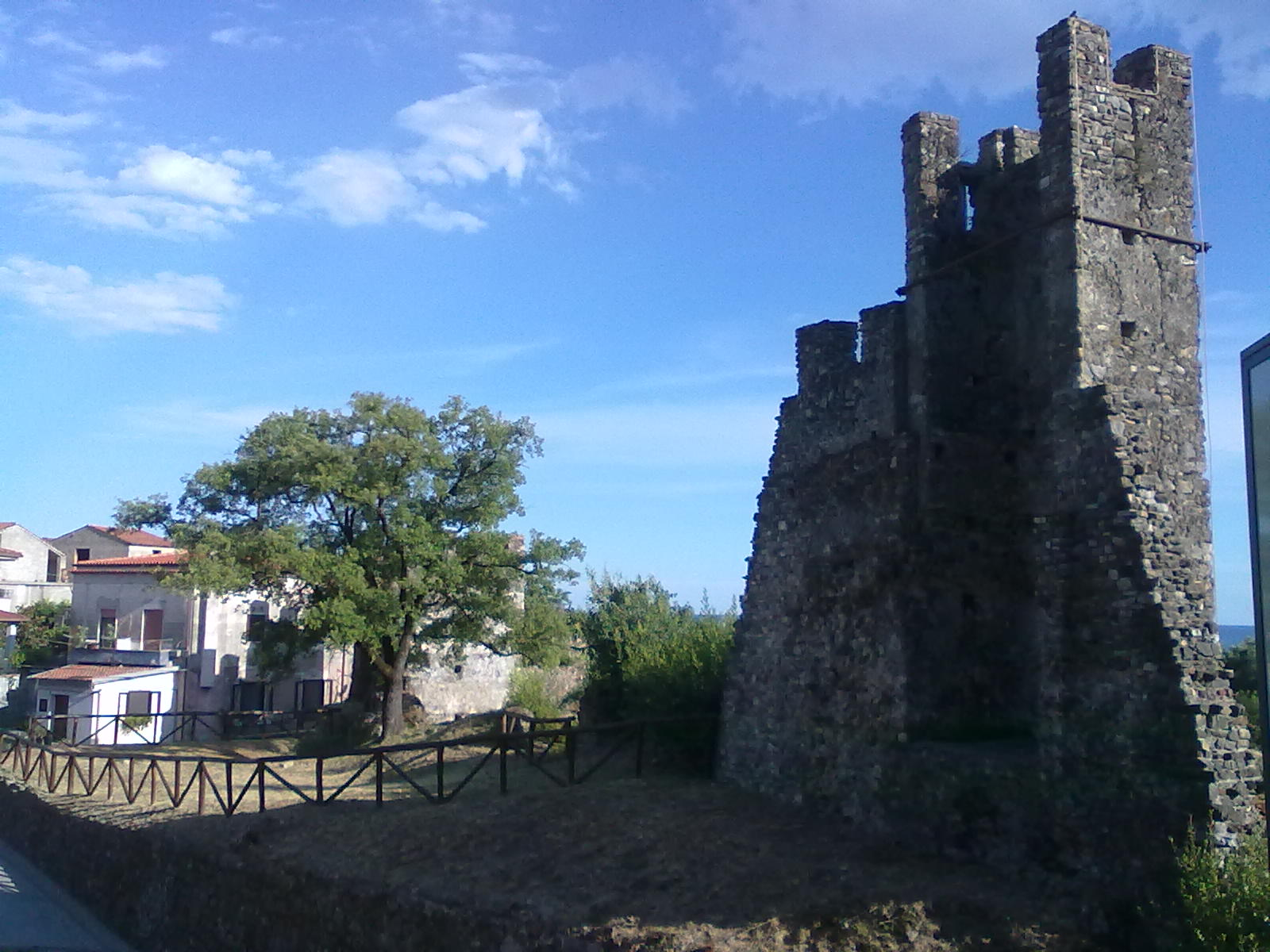
Un tratto della cinta muraria difensiva di epoca medievale, che sorge sui resti dell'antico abitato.

Pixous (successivamente latinizzato in Buxentum) è un antico centro abitato della Magna Grecia che costituiva una città portuale aperta verso il sinus terinaeus. Secondo l'opinione prevalente degli studiosi, Pixous sorgeva su una piccola altura (m 80 s.l.m.) sulla sinistra idrografica del fiume Bussento. Il suo nome deriva dalla presenza di piante di bosso (gr. pyxós, lat. buxus) che vi crescono tuttora in abbondanza.
Il sito dell'antica Pyxous coincide con quello dell'attuale Policastro Bussentino. Il centro storico della medievale Policastrum, insiste infatti, in maniera visibile, su più antiche emergenze in opera pseudo-poligonale, oggi conservate per un'altezza variabile da circa 3 a circa 6 m.

## Storia

### Epoca magnogreca
La storia della città si basa solo su notizie occasionali ed episodiche tramandate dalla tradizione storiografica greca e romana: sia Strabone (Geografia, VI.1) sia Diodoro Siculo (Bibliotheca historica, Archiviato il 15 aprile 2014 in Internet Archive.), riconducono la sua fondazione a Micito (Mikythos, Μίκυϑος), tiranno di Rhegion, nel 471/70 a.C. (o 467 a.C.).
La colonia reggina dovette avere una vita breve. Secondo il racconto di Strabone, infatti, la città sarebbe stata abbandonata dai coloni poco dopo la sua fondazione.

#### Ipotesi su una fondazione al VI secolo a.C.
Una tradizione storiografica fa risalire la fondazione della città al VI secolo a.C. (tale tradizione è rispecchiata anche nella Princeton Encyclopedia of Classical Sites). Secondo questa tesi, il centro, in quel periodo, doveva dipendere dalla colonia magnogreca di Sibari, al pari della non lontana Paestum. Lo mostrerebbe infatti una monetazione di tipo sibaritico, sulla quale è riportata anche il nome di Siris, anch'essa, al pari di Sibari, sul golfo di Taranto, sul litorale ionico. Questa notizia di una fondazione precoce si riconcilierebbe con le notizie fornite da Strabone e Diodoro solo supponendo che quella dovuta al tiranno Micito fosse una rifondazione dopo un collasso della città dovuto alla caduta di Sibari, nel 510 a.C..
Tuttavia, scavi compiuti nei tardi anni '70, hanno restituito l'intera cronologia dalla fondazione di Micilo, ma non hanno restituito alcun reperto del periodo precedente. Se ne deduce una conferma della tradizione storiografica riportata da Strabone e una smentita dell'ipotesi di una fondazione sibarita al VI secolo a.C.

### Epoca romana
Segue infatti un lungo periodo di silenzio delle fonti, per interrompere il quale bisogna aspettare la dominazione romana: Livio (Ab Urbe condita libri, XXXII, 29.4 tramanda che, nel 194 a.C., vi fu dedotta la colonia maritima di Buxentum, che beneficiò di un rafforzamento pochi anni dopo, nel 186 a.C..
Grazie alle citazioni dei geografi, sappiamo che l'insediamento era sicuramente attivo in età imperiale. L'evidenza epigrafica rivela inoltre che, in ètà imperiale, la città era eretta a municipium, amministrato da duoviri, nel quale si annoveravano un foro e un macellum. Sempre da fonti epigrafiche si sa che il municipio era assegnato alla tribus Pomptina.

### Epoca bizantina
In base a notizie fornite da Stefano di Bisanzio, si sa che il centro rimase attivo anche in epoca bizantina: alla dominazione di Bisanzio si deve il nome di Palaiokastron, e la fortificazione sommitale che residuano tutt'oggi nel castello medievale.

## Scavi archeologici
Scavi condotti negli anni 2010-2012, sotto la direzione dell'archeologa Elena Santoro, hanno iniziato a portare alla luce gli strati archeologici di epoca Romana.